# ناقصة عثكولية
ناقصة عثكولية (الاسم العلمي:Amorpha paniculata) هي نوع نباتي يتبع جنس الناقصة من فصيلة البقولية.